# جیمز مک‌فدن
جیمز مک‌فدن (انگلیسی: James McFadden؛ زادهٔ ۱۴ آوریل ۱۹۸۳) بازیکن سابق و مربی فوتبال اهل اسکاتلند است.
از باشگاه‌هایی که در آن بازی کرده‌است می‌توان به باشگاه فوتبال سنت جانستون، باشگاه فوتبال ساندرلند، باشگاه فوتبال مادرول، باشگاه فوتبال بیرمنگام سیتی، و باشگاه فوتبال اورتون اشاره کرد.
وی همچنین در تیم ملی فوتبال اسکاتلند بازی کرده‌است.